# İstixana
İstixana è un comune dell'Azerbaigian situato nel distretto di Samux. Conta una popolazione di 656 abitanti.